# Епархия Уиноны — Рочестера
Епархия Уиноны — Рочестерa (лат. Dioecesis Winonensis-Roffensis) — епархия Римско-Католической церкви с центром в городе Уинона, штат Миннесота, США. Епархия Уиноны входит в митрополию Сент-Пола и Миннеаполиса. Кафедральным собором епархии Уиноны является Собор Святейшего Сердца Иисуса, сокафедральным собором является Собор Святого Иоанна Богослова.

## История
29 ноября 1889 года Святой Престол учредил епархию Уиноны, выделив её из епархии Сент-Пола (сегодня — Архиепархия Сент-Пола и Миннеаполиса).

## Ординарии епархии
- епископ Джозеф Бернард Коттер[англ.] (15.11.1889 — 28.06.1909)
- епископ Патрик Ричард Хеффрон[англ.] (04.03.1910 — 23.11.1927)
- епископ Фрэнсис Мартин Келли[англ.] (10.02.1928 — 17.10.1949)
- епископ Эдвард Алоизиус Фицджеральд[англ.] (20.10.1949 — 08.01.1969)
- епископ Лорас Джозеф Уоттерс[англ.] (08.01.1969 — 14.10.1986)
- епископ Джон Джордж Влажны[англ.] (19.05.1987 — 28.10.1997) — назначен архиепископом Портленда
- епископ Бернард Джозеф Харрингтон[англ.] (04.11.1998 — 07.05.2009)
- епископ Джон Майкл Куинн[англ.] (07.05.2009 — 02.06.2022)
- епископ Роберт Эммет Бэррон[англ.] (с 02.06.2022)

## Источник
- Annuario Pontificio, Libreria Editrice Vaticana, Città del Vaticano, 2003, ISBN 88-209-7422-3